# Magnetisch pulslassen
Magnetisch pulslassen is een lasprocedé waarbij gebruikgemaakt wordt van magnetisme om twee werkstukken tegen elkaar te drukken en te doen versmelten. Het principe vertoont grote overeenkomst met explosielassen, met dien verstande dat bij explosielassen een explosieve stof wordt gebruikt in plaats van een magneetveld.

## Kenmerken
Magnetisch pulslassen is een proces dat behoort tot de groep van het druklassen. Het is een extreem snel optredend proces, waarbij zeer grote, kortdurende magneetvelden worden toegepast. Door de daarbij optredende grote krachten kunnen materialen van ongelijke aard met elkaar worden versmolten.

## Proces
Er wordt een zeer grote wisselstroom, die wel kan oplopen tot 1 miljoen ampère, geleid door een geleidende spoel (de 'inductor') die wordt geplaatst vlak bij een plaat elektrisch geleidend materiaal. Daardoor wordt een intens magneetveld opgewekt dat conform de wet van Lenz een secundaire wervelstroom opwekt in die metaalplaat.
Door die secundaire wervelstroom die optreedt binnen het primaire magnetische veld ontstaat een lorentzkracht die de plaat een zeer grote versnelling geeft. Deze plaat wordt daardoor met grote kracht tegen een andere metaalplaat geschoten, die zich op enkele millimeters afstand bevindt. Daarbij worden snelheden bereikt van 600-1000 m/s. De kracht is zo groot dat de oppervlakken van beide platen ogenblikkelijk versmelten, waarmee de las gevormd is.
Het magnetisch pulslasapparaat bevat een hoogfrequent condensator-ontladingscircuit dat extreme capaciteiten en vermogens kan verwerken. Er komen energieën voor van 100 kJ, vermogens van wel 1 GW (miljard watt) en magneetveldsterkten van meer dan 50 tesla.

## Toepassingen
Het op elkaar lassen van vlakke platen metaal. Dit kunnen verschillende soorten metaal zijn.

## Voor- en nadelen

### Voordelen
- Zeer snel proces.
- Het is mogelijk om zeer verschillende metalen onderling te verlassen.
- Metaal wordt niet of nauwelijks verhit; geen warmte-beïnvloede zone.

### Nadelen
- Erg specifiek proces, alleen geschikt voor het oplassen van plaatmateriaal.
- Dure apparatuur nodig die grote stromen, krachten en magneetvelden aan kan.